# Joaquim Silvério de Castro Barbosa
Joaquim Silvério de Castro Barbosa, plus connu sous le nom de Castro Barbosa, né le 7 mai 1905 à Sabará et mort le 20 avril 1975 à Rio de Janeiro, est un chanteur, comédien et compositeur et brésilien.

## Biographie
Joaquim Silvério de Castro Barbosa naît le 7 mai 1905 dans la ville historique de Sabará dans le Minas Gerais. Il travaille chez Loyde Brasileiro lorsqu'un collègue, João Athos, l'ayant entendu fredonner, s'intéresse à sa voix et l'emmène passer un test à Rádio Educadora. Il est présenté à Almirante qui, appréciant sa voix, l'invite à participer à une émission qu'il organise. Peu à peu, il fait la connaissance des grands artistes de l'époque, dont Noel Rosa, Custódio Mesquita, Nonô et Francisco Alves.
Après avoir participé à diverses stations de radio, il se fait connaître en participant à l'émission Casé sur Radio Philips à Praça Mauá. Il est présenté au compositeur André Filho, qui lui montre quelques-unes de ses compositions et l'emmène sur le label Parlophone. En 1931, il enregistre son premier disque sur ce label avec Uvinha, une marche d'André Filho, et Tu hás de sentir, une samba de Heitor dos Prazeres. Peu après, il est encouragé par l'auteur-compositeur-interprète Paulo Neto de Freitas à essayer d'entrer en contact avec la maison de disques RCA Victor. Paulo Neto présente le chanteur au guitariste Rogério Guimarães, alors directeur artistique du label, qui l'approuve. À cette époque, il rencontre João de Freitas Ferreira, qui se produit sous le pseudonyme de Jonjoca. Ils forment un duo, Jonjoca e Castro Barbosa, qui enregistre de nombreux succès. Le premier disque du duo contient les sambas Sinto falta de você et A cana está dura, écrites par Jonjoca.
En décembre 1931, il retourne en studio, cette fois pour enregistrer l'un des disques les plus importants de l'histoire de la musique populaire brésilienne : O teu cabelo não nega, une marche des frères Valença et de Lamartine Babo (le plus grand succès carnavalesque de tous les temps) et Passarinho... Passarinho..., une samba de Lamartine Babo. Curieusement, selon Jonjoca, O teu cabelo não nega leur a été montré par Lamartine lors d'une rencontre fortuite à Cinelândia. Le duo a adoré la chanson et Lamartine leur a dit « elle vous appartient, vous pouvez l'enregistrer ». Quelques jours plus tard, alors qu'ils s'apprêtent également à enregistrer Bandonô, écrite par Jonjoca, ce dernier a l'idée suivante (et malheureuse) : « Ô Castro, enregistrons ces chansons individuellement. Tu auras l'une et moi l'autre. Quant au choix, nous le ferons à pile ou face. A pile ou face, j'ai eu Bandonô ».
En 1932, avec Sônia Barreto, il enregistre le fox trot Você me enlouquece, de Donaldson, avec une version de Lamartine Babo. La même année, il enregistre Boa noite querisda, de R. Noble, avec une version de De Chocolat et, avec Bando da Lua, il enregistre la samba Tá de Mona, de Maércio et Masinho. En 1933, il fait ses débuts sur Odéon en chantant la marche Não faço questão de cor, de J. Francisco de Freitas, et la samba gente lá de cima, de Murilo Caldas. La même année, il enregistre la samba Dona do lugar, d'Ismael Silva et Francisco Alves, avec Jonjoca. La même année, il sort la rumba Aqueles olhos verdes, de N. Menendez, avec une version de João de Barro. Toujours à la même époque, il enregistre avec succès, en duo avec Francisco Alves, la samba Feitio de oração, de Noel Rosa et Vadico, et avec Francisco Alves et Murilo Caldas la samba Desacato, de Wilson Batista, P. Vieira et Murilo Caldas.
En 1934, il enregistre avec Jonjoca, Benedito Lacerda et Gastão Viana la samba Cinco partes principais do mundo et la marche Loura queridinha. La même année, il enregistre avec Almirante la marche A maior descoberta, de Cândido das Neves, et la samba Ai de mim..., d'Alcebíades Barcelos et Leonfontino S. Lins. La même année, il commence à enregistrer pour Columbia, faisant ses débuts avec la marche A lua foi-se embora. En 1935, il publie les marches De quem será ?, de Getúlio Marinho et João Bastos Filho, et Eu te ouvi, Bem-te-vi, de Fernando Castro Barbosa. La même année, il enregistre la marche Vou espalhando por aí..., d'Assis Valente, avec Carmen Miranda.
En 1936, il connaît un autre grand succès carnavalesque avec la marche Lig, lig, lig, lé, de Paulo Barbosa et Osvaldo Santiago (pt). La même année, il enregistre la samba Seu pai não quer de João da Baiana. En 1937, il sort la samba Cadê o pandeiro de Valfrido Silva et Roberto Martins (pt) et la marche Quero ser o teu pierrô de lui-même et Valfrido Silva. La même année, il apparaît avec Dircinha Batista et Jorge Murad sur Rádio Nacional dans l'émission Palmolive, qui connaît un grand succès. À l'invitation de son vieil ami Renato Murce, il passe à Rádio Transmissora en tant que chanteur et humoriste, car Renato, qui l'entend raconter des blagues portugaises, aime son accent. Il y remplace l'acteur Artur de Oliveira, qui excelle dans le genre. Il se débrouille bien et, encouragé par Renato et ses compagnons, il continue à chanter et à faire de l'humour. Il est invité par Lauro Borges et participe avec lui à l'émission humoristique "PRV-8" sur Rádio Mayrink Veiga, qui connaît un grand succès à l'époque. Plus tard, sous le nouveau nom de "PRK-30", l'émission est diffusée sur Rádio Clube do Brasil, puis à São Paulo sous le nom de "PRK-15". Aujourd'hui encore, l'émission PRK-30 est considérée comme la référence en matière d'humour à la radio brésilienne, et ce depuis des années.
En 1938, il enregistre les marches A mulher que eu mais amava, de Nássara et Eratóstenes Frazão, et Guarda rubro-negro, de Nailor de Sá Rego. La même année, il enregistre la matchiche Baianinha et la samba Amor vem raiando a aurora avec Dircinha Batista. En 1939, il enregistre à nouveau avec Dircinha Batista, toujours sur Columbia, la valse Estrada do passado, d'Arlindo Marques Jr. et Gadé et la chanson Meu grande amor, d'Amado Régis et Gadé.
En 1940, il enregistre la marche ranchera A noite vem aparecendo, de José Maria de Abreu, Francisco Santos et Barros Souza et, avec Dalva de Oliveira, la samba Tudo tem o Brasil, de lui, Pedro Caetano et Dilermando Reis. En 1941, il enregistre la marche Foi o teu olhar avec Valdemar de Abreu (pt) et la samba Eu queria um adeus avec Herivelto Martins et Príncipe Pretinho. En 1942, il enregistre un autre grand succès de carnaval avec le Trio de Ouro, qui devient un classique de la chanson populaire brésilienne, la samba Praça Onze, de Herivelto Martins et Grande Otelo.
En 1943, il obtient un autre succès carnavalesque, la marche China pau, de João de Barro et Alberto Ribeiro. En 1944, il passe au label Continental, où il sort la marche Vem Maria, d'Alcir Pires Vermelho et Osvaldo Santiago, et la samba Foi... é....e sempre será !, d'Alberto Ribeiro et Roberto Roberti. La même année, il apparaît dans le film Abacaxi azul, de Rui Costa, aux côtés, entre autres, de Dercy Gonçalves, Dircinha Batista, Lauro Borges et Anjos do Inferno. C'est à cette époque que ses activités de chanteur se sont considérablement ralenties.
En 1946, dans l'esprit de la guerre froide, il enregistre la marche Olho de Moscou, d'Osvaldo Santiago et Antônio Almeida, et la samba Andei para trás, d'Osvaldo Santiago et Paulo Barbosa. En 1948, il enregistre avec Lauro Borges la samba Dagmar, de Paulo Barbosa et Otávio Filho. En 1950, avec Lauro Borges, il débute à São Paulo pour une saison de trois mois. Le succès est tel qu'ils y restent dix ans. Ils se sont produits pendant quatre ans sur Rádio Tupí à São Paulo. Ils sont ensuite invités par Vitor Costa à se produire sur TV Paulista (Channel 5), où ils restent quatre ans de plus.
En 1951, il fait ses débuts sur le label Copacabana en chantant la marche Minha mexicana bacana et la samba minha homenagem de Hervê Cordovil. En 1954, il enregistre la chanson de samba É amor et la samba Adeus.... Nunca, toutes deux écrites par lui. Fin 1959, à Rio de Janeiro, il lance l'émission Só tem Tantã sur Canal 13, TV Rio, avec le comédien, acteur et compositeur Francisco Anísio dans le rôle principal.
Père de trois enfants, il cesse peu à peu de se consacrer au chant.
Joaquim Silvério de Castro Barbosa meurt le 20 avril 1975 à Rio de Janeiro.